# Nyhammars spannmålsmagasin

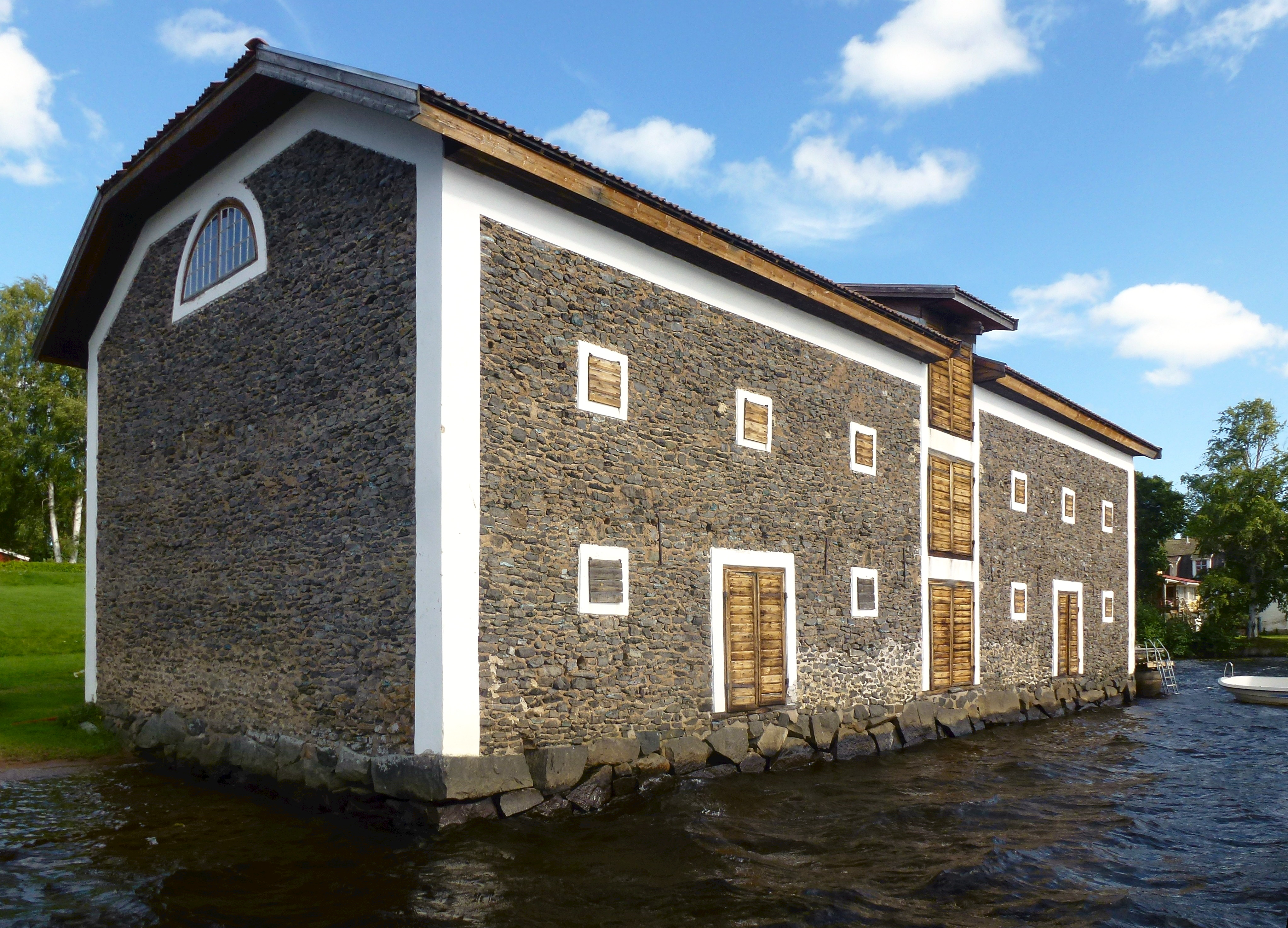
Nyhammars spannmålsmagasin, 2013.

Nyhammars spannmålsmagasin, även kallat Stora sjömagasinet, är en byggnad i Grangärde, Ludvika kommun. Det välbevarade magasinet vid Bysjön är en viktig del av historien om den i Bergslagen speciella metoden att bygga med slagg. Byggnaden uppfördes på 1850-talet och är sedan december 2009 ett byggnadsminne.

## Byggnadsbeskrivning
Omkring år 1850 skaffade Nyhammars bruk två magasin belägna vid stranden av Bysjön i Grangärde kyrkby. Ett befintligt brygghus, kallat Olaussonska magasinet, byggdes om till förvaring av spannmål och söder därom uppfördes en ny byggnad, Nyhammars spannmålsmagasin. Båda byggnaders ytterväggar består av slaggsten, respektive slaggflis (ibland kallad bergslagssten). Olaussonska magasinets fasader är putsade, men inte Nyhammarsmagasinets. Det är Nyhammarsmagasinet som är den intressanta av dessa båda byggnader. 
Nyhammars spannmålsmagasin byggdes i två våningar och är täckt av ett valmat sadeltak. Byggnaden står delvis i vattnet för att underlätta lastning och lossning till och från båtar. Det finns lastportar både på sjö- och på landsidan. På långsidorna och södra gaveln märks ett flertal symmetrisk placerade ventilationsgluggar som är täckta av luckor. I långsidornas centrum finns en lyftanordning. Nyhammarsmagasinet gestaltades i en medveten arkitektur, den Forsgrenska stilen. Stilen är uppkallad efter ingenjören Olof Forsgren, som var disponent vid Grängshammars bruk åren 1816-1855.
Istället för att putsa fasaderna och på det viset dölja den ojämna slaggstenen, lät Forsgren byggnadens fasader vara obehandlade med undantag av lister och omfattningar som fick vit, slät puts. Genom att det bärande materialet i konstruktionen lämnades synligt, som ett estetiskt uttrycksmedel, skilde sig Forsgrens slagghus från de flesta andra samtida slagghus. Idag finns ett femtiotal byggnader i Västerbergslagen som är gestaltade i den Forsgrenska stilen. Nyhammars spannmålsmagasin representerar därmed ett säreget inslag i den svenska byggnadstradition.

## Bilder

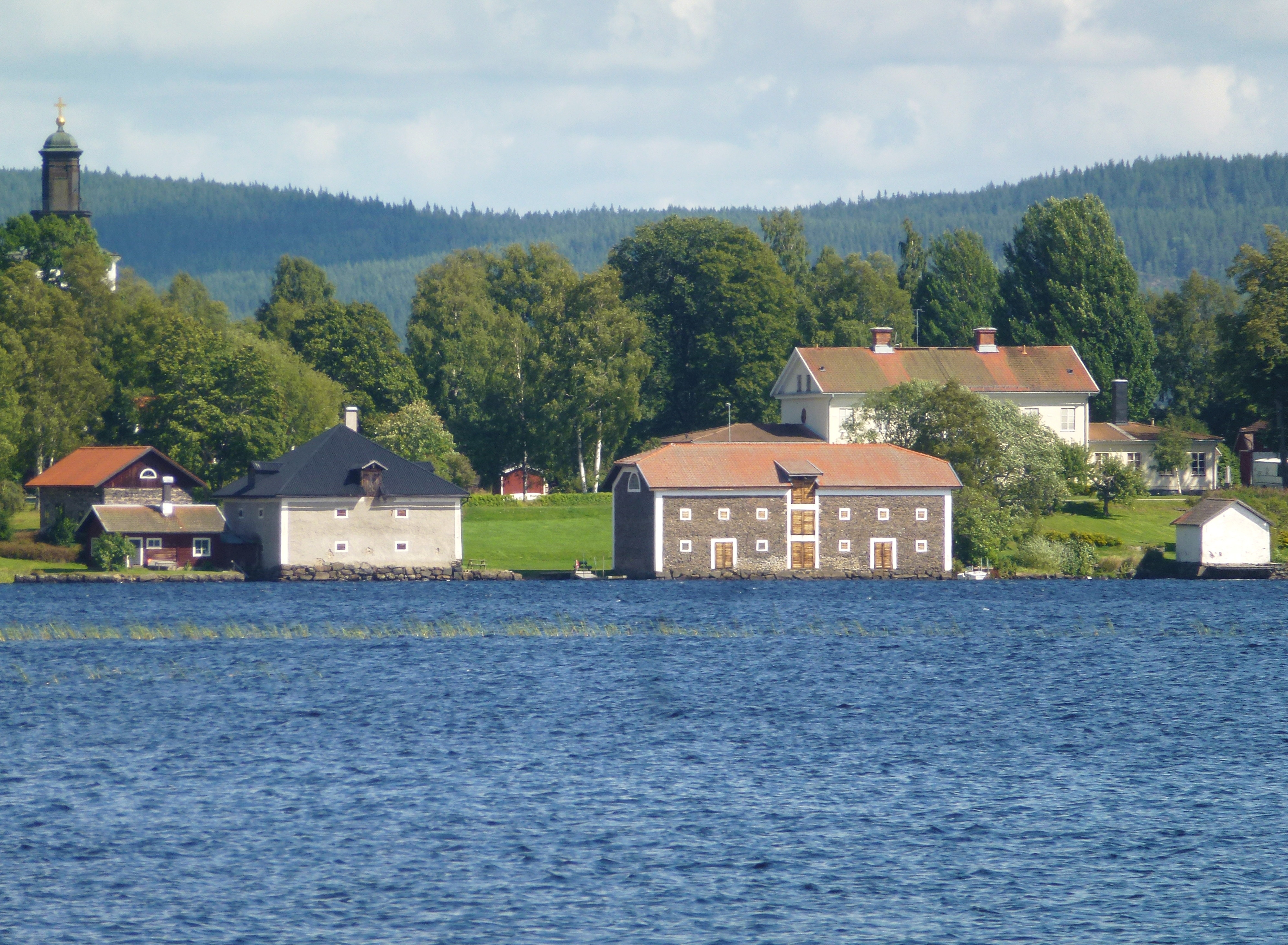
Vy över Bysjön från Västansjö: Nyhammars spannmålsmagasin (t.h.) och det Olaussonska magasinet (t.v.)
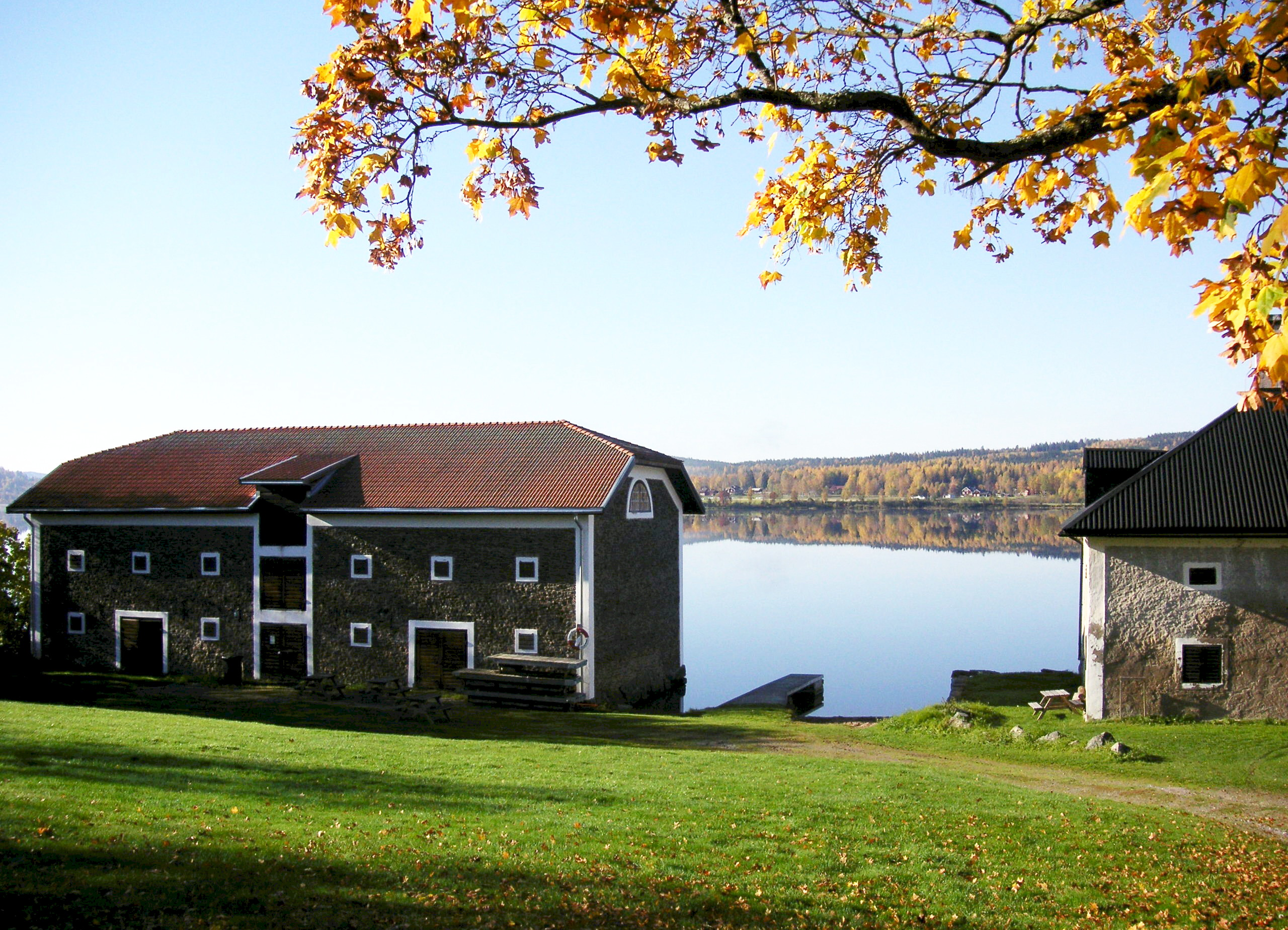
Nyhammars spannmålsmagasin, t.h. syns det Olaussonska magasinet och i bakgrunden Bysjön.
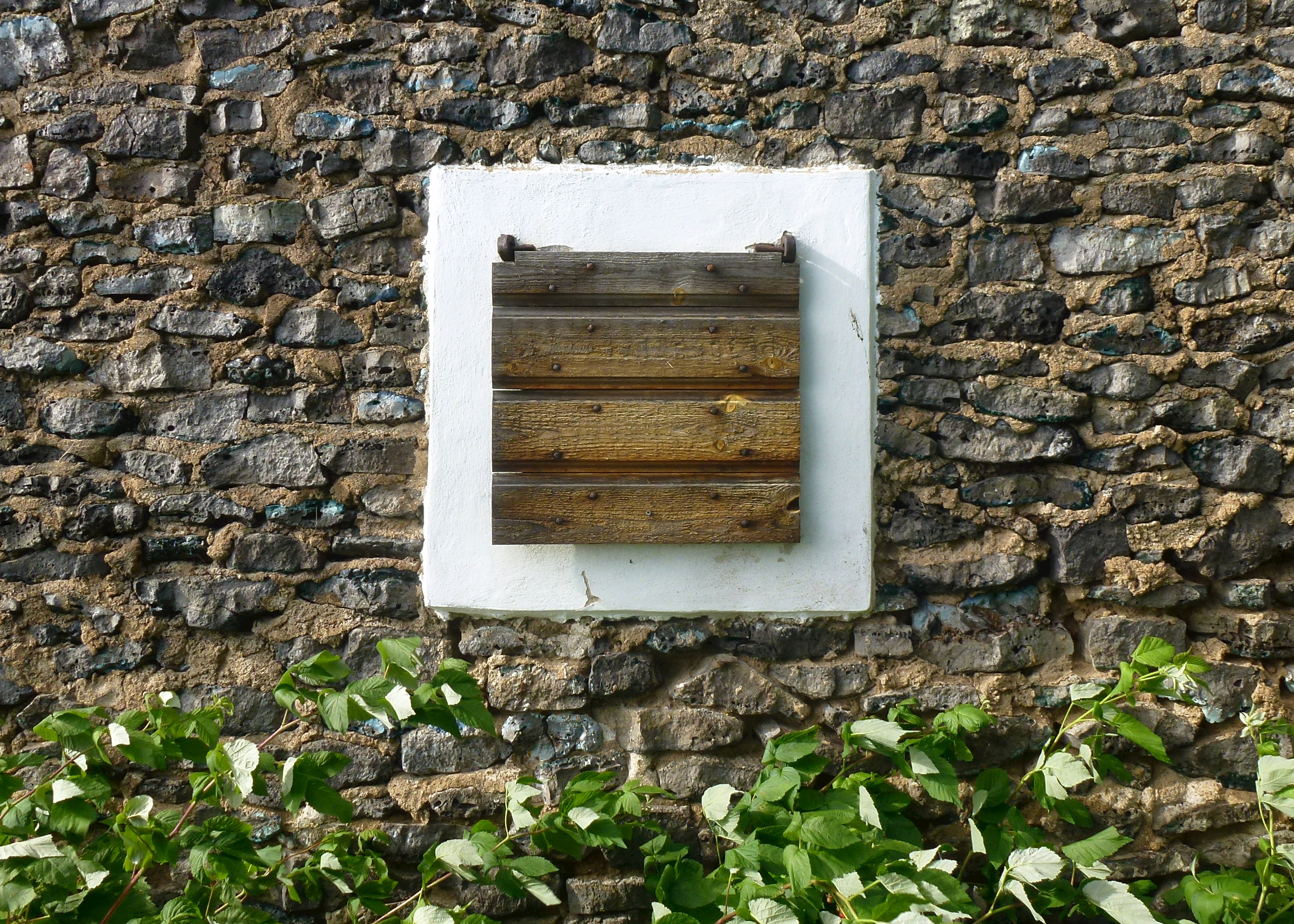
Detalj visande en ventilationsglugg.
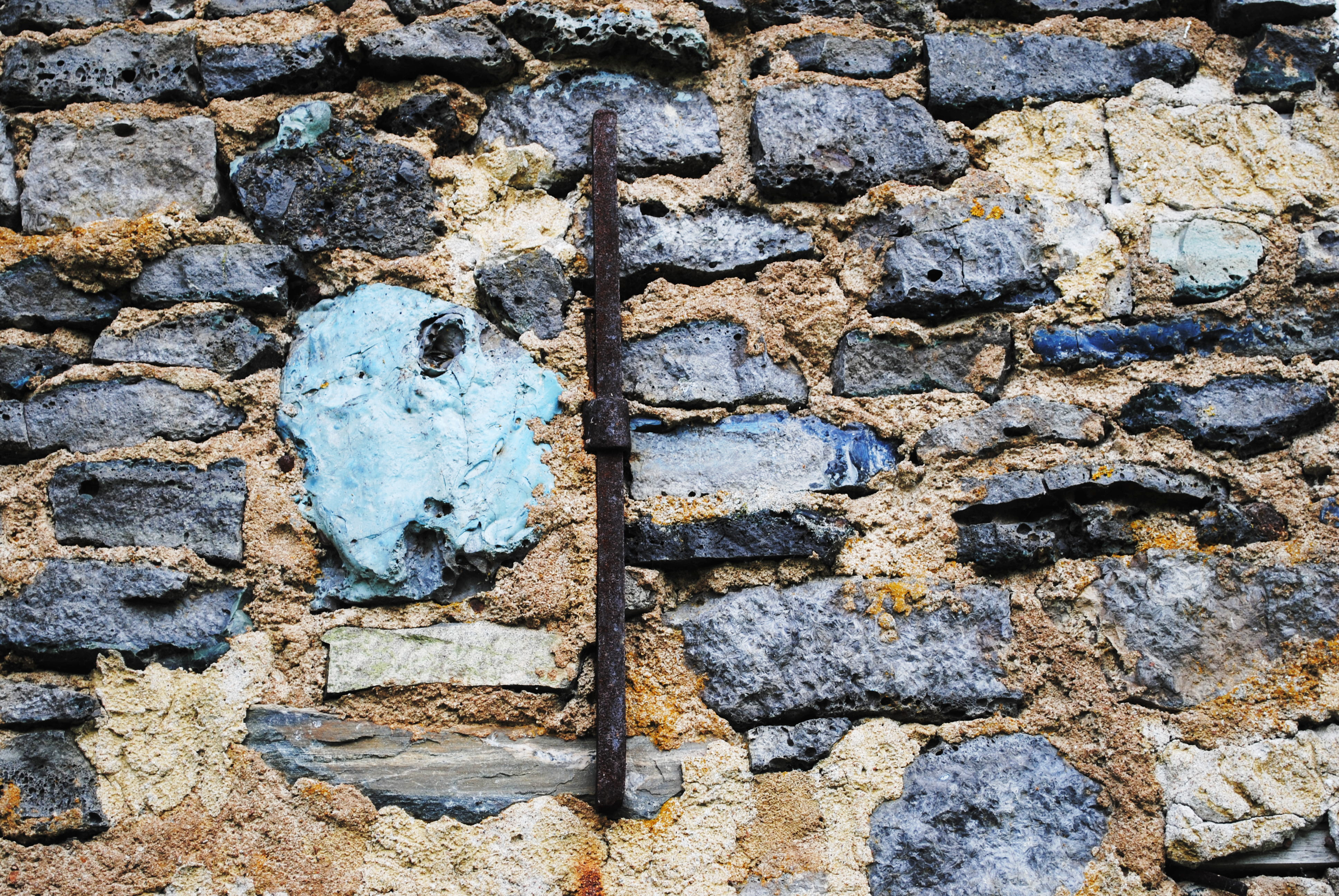
Detalj av ytterväggen med ankarslut och blå bergslagssten.